# 天主教查爾斯頓教區
天主教查爾斯頓教區（拉丁語：Diocesis Carolopolitana）是美國一個羅馬天主教教區，是亞特蘭大總教區的教省附属教区，範圍包括南卡羅萊納州全州。教座位於州府查爾斯頓，現任教區主教為Jacques Fabre-Jeune。

## 歷史
1820年7月11日自巴爾的摩總教區分出，成為教區。至2021年，有教友192,764人、94個堂區、150名司鐸。